# Xás da Armênia
Os xás da Armênia (em turco: Ermenşahlar; em persa: ارمن‌شاهان, Šāh-Armens / Šāh-e Arman), também conhecidos como xás de Aquelate (em turco: Ahlatşahlar) ou beguetimúridas, foram um beilhique turcomano sunita da Anatólia do Império Seljúcida, fundado em Aquelate, na costa noroeste do lago de Vã, nas décadas que sucederam a Batalha de Manzicerta (1071). Esta região compreendia a maior parte das atuais províncias Bitlisse e Vã, e partes de Muxe.

## História
Em 1100, o comandante turco escravo Soquemene Alcutebi tomou a cidade de Aquelate na costa noroeste do lago de Vã, que havia sido conquistada pelo Império Seljúcida no rescaldo da Batalha de Manzicerta de 1071. Por seu parentesco com a nobreza local, Soquemene e seus descendentes autodesignaram-se como "xás da Armênia". A partir de sua capital, os xás da Armênia guerrearam com frequência contra os armênios e georgianos. Em pouco tempo, criaram laços matrimoniais com os ortóquidas de Maiafariquim e seriam um dos vários principados que protegiam o Império Seljúcida na Mesopotâmia Superior e Anatólia. Em 1185, com a morte sem herdeiros de Soquemene II, Aquelate foi governada por sucessivos comandantes escravos. Eles mantiveram-na até 1207, quando os aiúbidas de Diar Baquir e da Mesopotâmia Superior, comandados por Najemadim Aiube de Maiafariquim, a tomaram.

## Lista de governantes
Soquemênidas
- Soquemene I Alcutebi (r. 1100–1112)
- Zairadim Ibraim ibne Soquemene I (r. 1112–1126)
- Amade/Iacube ibne Soquemene I (r. 1126/7–1128)
- Naceradim Soquemene II ibne Ibraim (r. 1128–1185)

Comandantes turcos
- Ceifadim Beguetimur (r. 1185–1193)
- Badradim Acsuncur (r. 1193–1197)
- Xujadim Cutlugue (r. 1197)
- Maleque Almançor Maomé ibne Beguetimur (r. 1197–1207)
- Izadim Balabane (r. 1207)